# Slade
Slade este o trupă engleză de rock. British Hit Singles & Albums susține că Slade a fost cea mai de succes formație Britanică a anilor '70. Au fost primii care au avut trei singleuri intrate direct pe primul loc în topuri. Vânzările totale ale grupului au fost de 6.520.171 de exemplare numai în Regatul Unit iar cel mai de succes single al lor "Merry Xmas Everybody" s-a vândut în mai mult de un milion de exemplare în toată lumea. Membrii actuali ai formației sunt: Dave Hill, Don Powell, John Berry, Mal McNulty.
Slade au avut 17 single-uri consecutive intrate în top 20.

## Discografie

### Albume de studio
- Beginnings (1969)
- Play It Loud (1970)
- Slayed? (1972)
- Old New Borrowed and Blue (1974)
- Slade in Flame (1974)
- Nobody's Fools (1976)
- Whatever Happened to Slade (1977)
- Return to Base.... (1979)
- We'll Bring the House Down (1981)
- Till Deaf Do Us Part (1982)
- The Amazing Kamikaze Syndrome (1983)
- Rogues Gallery (1985)
- Crackers - The Christmas Party Album (1985)
- You Boyz Make Big Noize (1987)

### Albume live
- Slade Alive! (24 martie 1972)
- Slade Alive, Vol. 2 (27 octombrie 1978)
- Slade on Stage (11 decembrie 1982)

### Compilații
- Sladest (28 septembrie 1973)
- Slade Smashes! (1 noiembrie 1980)
- Slade's Greats (1984)
- Wall of Hits (11 noiembrie 1991)
- Feel The Noize - Greatest Hits (1997)
- Get Yer Boots On: The Best of Slade (2002)
- The Very Best of Slade (2005)
- The Slade Box 4 CD Anthology 1969-1991 (2006)
- Live at The BBC (2009)

## Membrii
- Noddy Holder - voce, chitare, chitară bas (1966-1992)
- Dave Hill - chitare, voce, chitară bas (1966-prezent)
- Jim Lea - chitară bas, voce, claviaturi, vioară, chitare (1966-1992)
- Don Powell - tobe, percuție (1966-prezent)
- Steve Whalley - voce, chitare (1993-2005)
- Steve Makin - chitare, voce (1993-1997)
- Craig Fenney - chitară bas, voce (1993-1997)
- Dave Glover - chitară bas (1998-2003)
- John Berry - chitară bas, voce, vioară (2003-prezent)
- Mal McNulty - voce, chitare (2005-prezent)